# Ingegerd Zetterlund
Ingegerd Zetterlund, född 17 september 1949 i Hjärnarp i Skåne, död 22 juli 2002 nära Laikipia, var en svensk barnboksförfattare.
Ingegerd Zetterlund blev dödad av en rasande elefant sommaren 2002 i Laikipia på en vandringsstig nära foten av Mount Kenya. Hon hade just avslutat tio dagars arbete för sin sista bok om Masai Mara, som hon skrev tillsammans med sin make Sven Zetterlund. 

## Priser och utmärkelser
- 1998 – Årets Pandabok (barnboksklassen) för Simba[2]
- 2002 – Årets Pandabok (barnboksklassen) för De vilda djurens rike[3]
- 2004 – Carl von Linné-plaketten